# Katastrofa lotu Faucett 251
Katastrofa lotu Faucett Peru 251 – wypadek lotniczy samolotu pasażerskiego Boeing 737-222 OB-1451 linii lotniczych Faucett, który wydarzył się 29 lutego 1996 o godzinie 20:25 czasu lokalnego podczas lotu z Limy do Arequipy, gdy samolot uderzył w zbocze góry w trakcie podchodzenia do lądowania.
W wyniku katastrofy zginęły wszystkie osoby znajdujące się na pokładzie (117 pasażerów i 6 członków załogi), a sam samolot został zniszczony. 
W trakcie śledztwa okazało się, że w czasie gdy pilot samolotu informował o tym, że statek powietrzny znajduje się na wysokości 9500 stóp nad poziomem morza, ten znajdował się na wysokości 8644 stóp. Do uderzenia w zbocze góry doszło na wysokości 8015 stóp (2443 metrów) nad poziomem morza. Lotnisko znajdowało się na wysokości 8404 stóp. 
| Kraj     | Liczba ofiar |
| -------- | ------------ |
| Peru     | 83           |
| Chile    | 33           |
| Belgia   | 2            |
| Boliwia  | 2            |
| Kanada   | 2            |
| Brazylia | 1            |
| Razem    | 123          |